# José Marinho
José Carlos de Araújo Marinho, conosciuto come José Marinho (Porto, 1º febbraio 1904 – Lisbona, 5 agosto 1975), è stato un filosofo portoghese.

## Biografia
Nei primi Anni 1920, José Marinho studia Filologia Romanza e Filosofia presso l'Università di Porto, dove diviene discepolo del filosofo Leonardo Coimbra, uno dei pensatori di riferimento del movimento della Renascença Portuguesa. A Porto, conosce alcuni protagonisti della cultura portoghese di quel periodo e/o di quello successivo, come Delfim Santos, Hernâni Cidade, Teixeira Rêgo, Álvaro Ribeiro, Sant’Ana Dionísio e Adolfo Casais Monteiro.
Si laurea nel 1925 con una tesi dedicata a un'altra figura preminente del suddetto movimento, il poeta e pensatore Teixeira de Pascoaes.
Dopo la laurea, lavora come docente di lingua portoghese, lingua francese e filosofia in vari licei, a Porto, Bragança, Faro e Viseu.
Nella seconda metà degli Anni 1930, per contrasti col regime autoritario dell'Estado Novo di Salazar, è temporaneamente allontanato dall'insegnamento ed è imprigionato nel carcere di Aljube.
Nel 1940, si trasferisce a Lisbona, dove insegna nelle scuole superiori e ritrova Álvaro Ribeiro, col quale fonda il Movimento della Filosofia Portoghese. Nei caffè e negli ambienti culturali della capitale portoghese, si riunisce per anni con pensatori e intellettuali come António Quadros, Afonso Botelho e Eudoro de Sousa.
Nel 1961 è pubblicata una delle sue maggiori opere filosofiche, Teoria do Ser e da Verdade (Teoria dell'Essere e della Verità).
Nel 1963, su invito di Delfim Santos, inizia a collaborare con la Fondazione Calouste Gulbenkian, alla quale resta legato fino alla morte.
Muore nell'estate del 1975 a Lisbona, nell'Ospedale Santa Maria, prima che veda la luce un'altra sua importante opera, pubblicata postuma: Verdade, Condição e Destino no Pensamento Português Contemporâneo (Verità, Condizione e Destino nel Pensiero Portoghese Contemporaneo, 1976).
Nella sua vita, José Marinho ha collaborato con importanti riviste culturali portoghesi, tra le quali Presença e 57.

## Opere principali
- 1945 - O Pensamento Filosófico de Leonardo Coimbra
- 1961 - Teoria do Ser e da Verdade
- 1966 - Elementos para uma Antropologia Situada
- 1972 - Filosofia: Ensino ou Iniciação?
- 1976 - Verdade, Condição e Destino no Pensamento Português Contemporâneo